# Santibáñez de Béjar
Santibáñez de Béjar è un comune spagnolo di 649 abitanti situato nella comunità autonoma di Castiglia e León.